# Prionotropis azami
Criquet hérisson
Espèce
Synonymes
- Prionotropis hystrix azami Uvarov, 1923

Statut de conservation UICN

 EN  : En danger
Prionotropis azami est une espèce d'insectes orthoptères de la famille des Pamphagidae. Elle est appelée en français Criquet hérisson ou Criquet des Grands-Plans.

## Distribution
Cette espèce est endémique des Pré Alpes du Sud, dans la région Provence-Alpes-Côte-d'Azur en France. Elle est principalement présente dans le département du Var. 
Le Criquet hérisson a différents statuts de conservation, de l’échelle régionale jusqu’à l’échelle mondiale. D'après l'UICN, il est en danger d'extinction à l'échelle régionale, nationale, européenne et mondiale. Il est également protégé à l'échelle nationale et considéré comme déterminant ZNIEFF en PACA.

## Description
C’est l’un des plus grands criquets de France, les mâles mesurent de 32 à 37 mm, et les femelles de 42 à 45 mm. Il s’agit d’une espèce brachyptère qui ne peut pas voler et avec des capacités de saut réduites, limitant sa dispersion. Sa stratégie de défense se base sur la discrétion et le mimétisme. Le Criquet hérisson a des couleurs cryptiques, similaires à son substrat et a tendance à s’immobiliser à l’approche d’un danger, contrairement aux autres espèces qui préfèrent souvent s’enfuir. Il est donc difficile à observer.
Les cinq stades larvaires peuvent être différenciés en comptant le nombre d'articles antennaires.
| Stades                        | Juvénile S1 | Juvénile S2 | Juvénile S3 | Juvénile S4 | Juvénile S5 | Imago |
| ----------------------------- | ----------- | ----------- | ----------- | ----------- | ----------- | ----- |
| Nombre d’articles antennaires | 8           | 10          | 14          | 15          | 16          | 17    |

## Biologie
L’espèce a un cycle de vie annuel (univoltine). Les juvéniles éclosent à partir de mi-avril et grandissent en cinq stades larvaires et un stade adulte. Ces derniers disparaissent vers la mi-juillet après la reproduction. La phénologie peut être décalée jusqu’en aout, voire septembre à des altitudes plus élevées. Les œufs pondus dans le sol passent l'hiver au stade d’œuf.
L'espèce est xérothermophile, elle fréquente principalement des pelouses sèches sur sol calcaire et les garrigues rocailleuses, jusqu’à 1 400 m. L’espèce peut aussi se trouver dans les clairières des secteurs devenus boisés. L’espèce est phytophage et se nourrit de dicotylédones.

## Menaces
Les principales menaces qui pèsent sur l’espèce sont la fermeture, la dégradation et la fragmentation de ses habitats. C’est notamment dû à l’arrêt du pâturage dans certains secteurs qui conservaient les milieux ouverts, mais aussi à l’artificialisation des sols en nette progression. 

## Systématique et taxinomie
Autrefois connue comme étant une sous-espèce de Prionotropis hystrix, elle est dorénavant considérée comme espèce à part entière à la suite d'une étude de 2015 sur tout le genre Prionotropis.

## Systématique
Le nom valide complet (avec auteur) de ce taxon est Prionotropis azami Uvarov, 1923.
Ce taxon porte en français le nom vernaculaire ou normalisé suivant : Criquet hérisson.
Prionotropis azami a pour synonyme :
- Prionotropis hystrix subsp. azami Uvarov, 1923